# 毗卢遮那佛
毘盧遮那佛（羅馬化：Vairocana），「毘」亦作「毗」字，又稱為大毘盧遮那佛或摩訶毘盧遮那佛，義爲“太阳”或“光明遍照”，意譯大日如來或大日覺王。通常當作報身佛或法身佛的名稱，釋迦牟尼佛為應（化）身佛。毘盧遮那佛為五方佛之一，位居中間。

## 名稱釋義
毗盧遮那，意思為照耀，是光明遍照的意思，唐朝實叉難陀譯《八十華嚴》採用此譯名。東晉佛陀跋陀羅譯出的《六十華嚴》，譯為盧舍那。
毗盧遮那佛是娑婆世界的佛，釋迦牟尼是他的名稱之一。嘉祥吉藏大師在《華嚴遊意》說明，盧舍那佛即是釋迦牟尼印順法師根據《華嚴經》的漢譯本比較，也支持這個說法。
法身佛毘盧遮那佛（又譯作盧舍那佛、大日如來），居於蓮華藏世界（或称密嚴世界 Ghanavyūha Akaniṣṭha）。天台宗把法身佛也稱為毗盧遮那，報身佛稱盧舍那（毗盧遮那和盧舍那其實皆來自於同一梵語名稱Vairocana），釋迦牟尼佛為應身佛。唐密以毗盧遮那佛為密教最大本尊，胎藏界、金剛界的主尊之一，《大毗盧遮那成佛神變加持經》、《金剛頂經》是其經典。

## 不同譯名
- 舊譯《華嚴經》（東晉佛陀跋陀羅譯，六十卷）譯為“盧舍那”。
- 新譯《華嚴經》（于阗實叉難陀譯），八十卷）譯為“毗盧遮那”。

此外還譯作毗盧舍那佛、盧舍那佛、遮那佛、鞞嚧杜那、毘盧折那、吠嚧遮那等。

## 形象
毗卢遮那佛在佛教各个教派的形象不尽相同。

### 显宗
毗卢遮那佛通常头戴五佛冠，身披袈裟，双手结“毗盧印”，坐于千叶宝莲高台上。另一种形象与释迦牟尼佛无异，而手印是“说法印”。

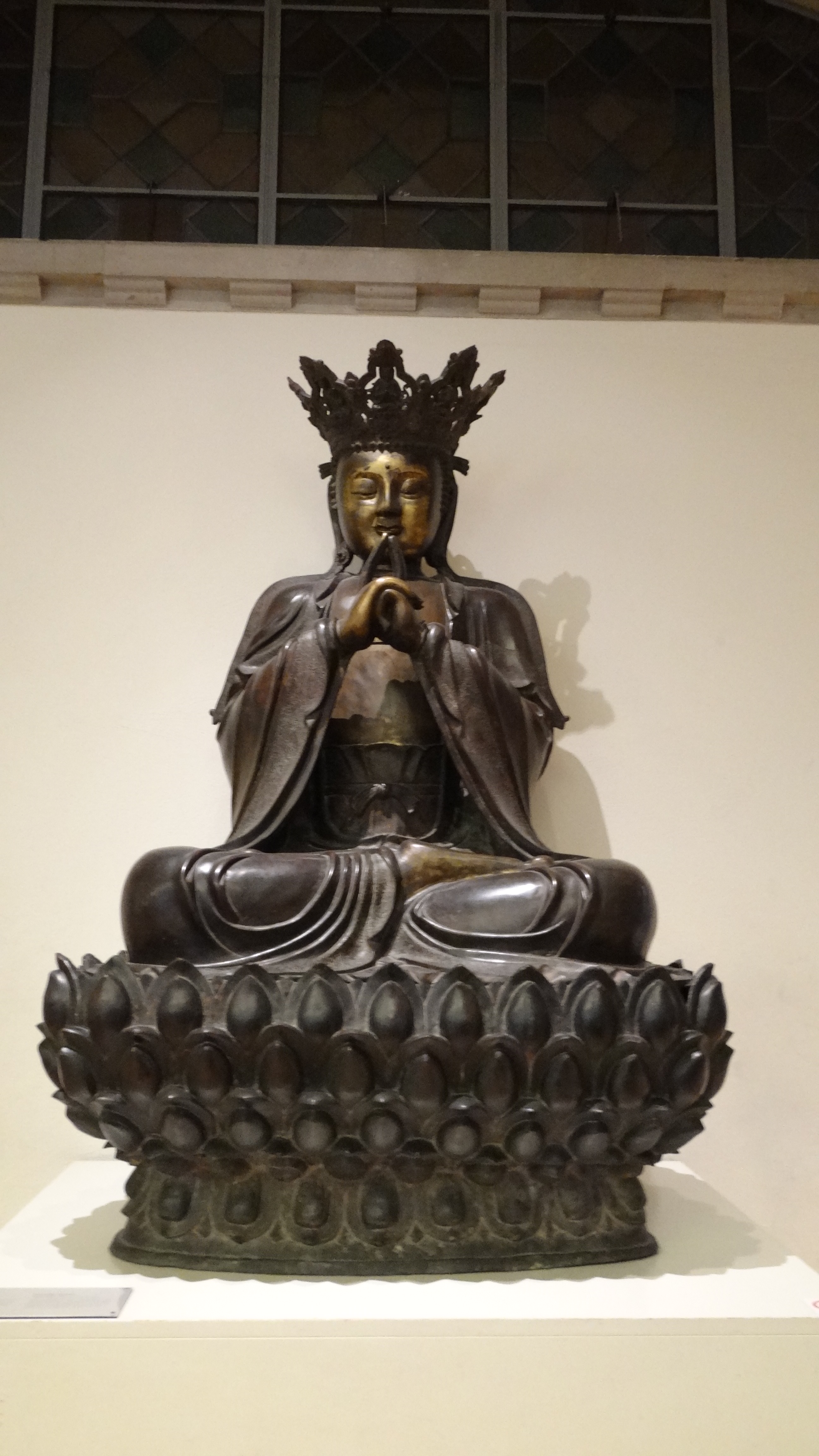
毗卢遮那佛的显宗形象
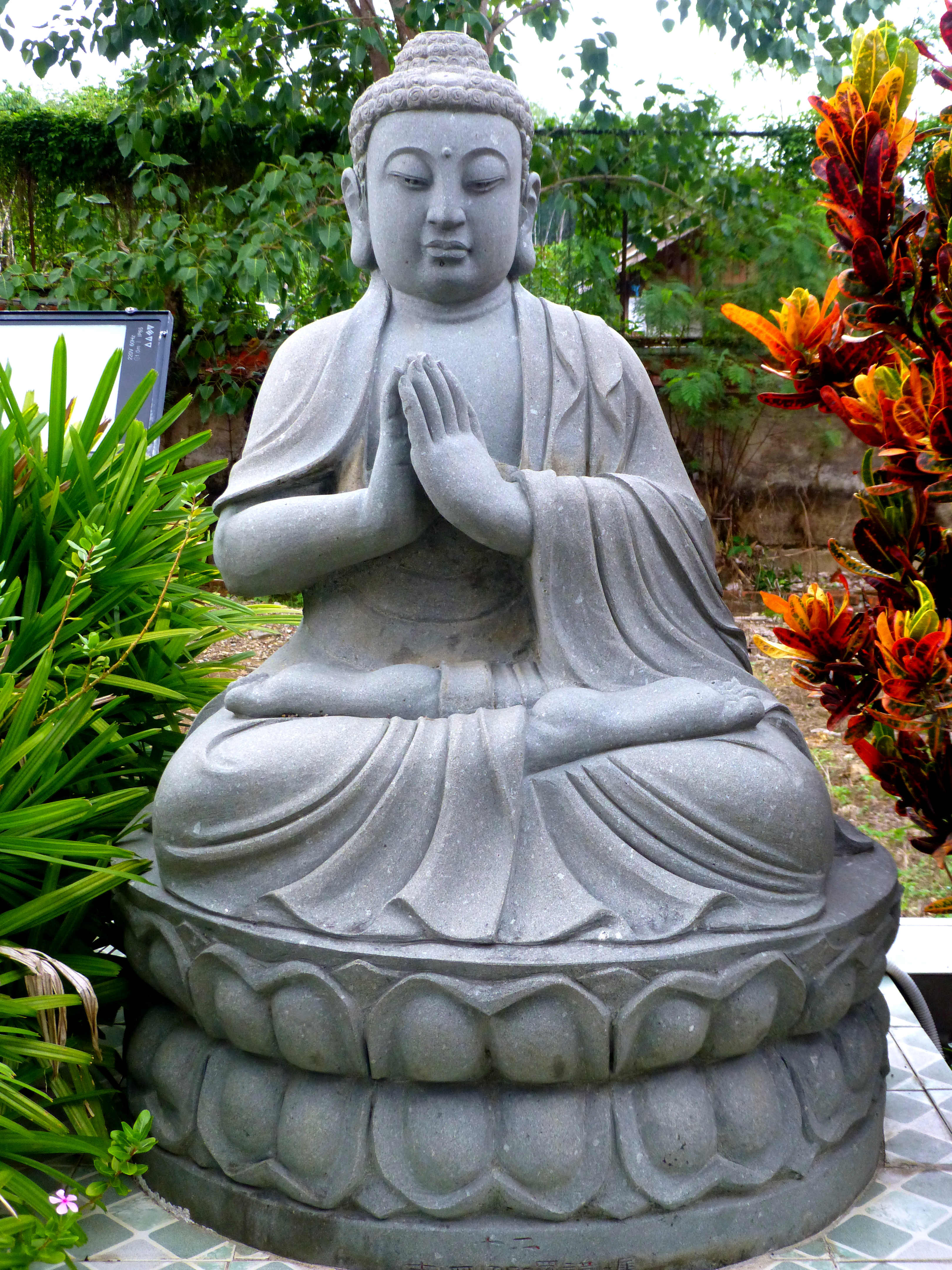
毗卢遮那佛石像，泰国宋卡府龙象山寺
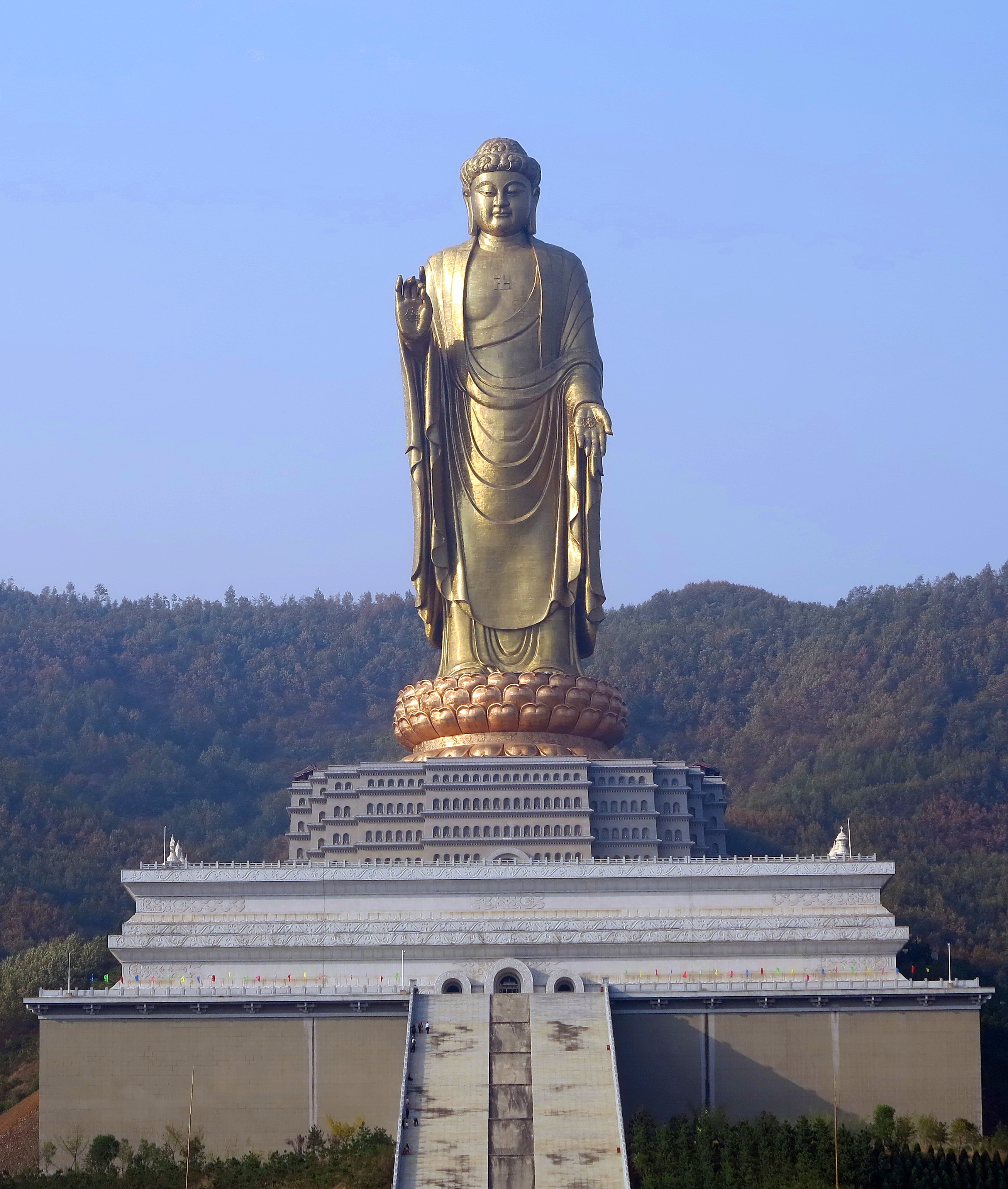
河南中原大佛
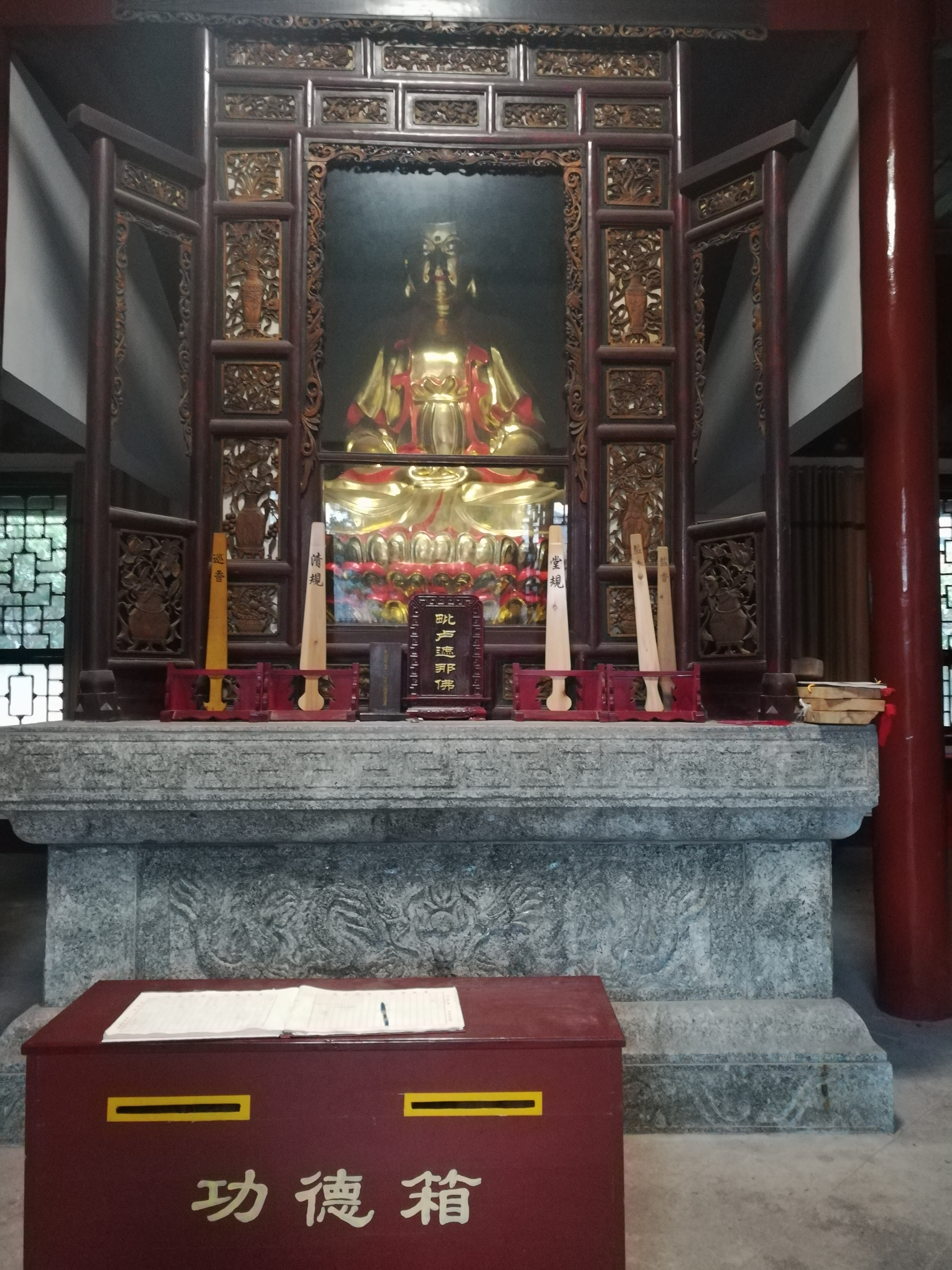
衡山祝圣寺毗卢遮那佛殿
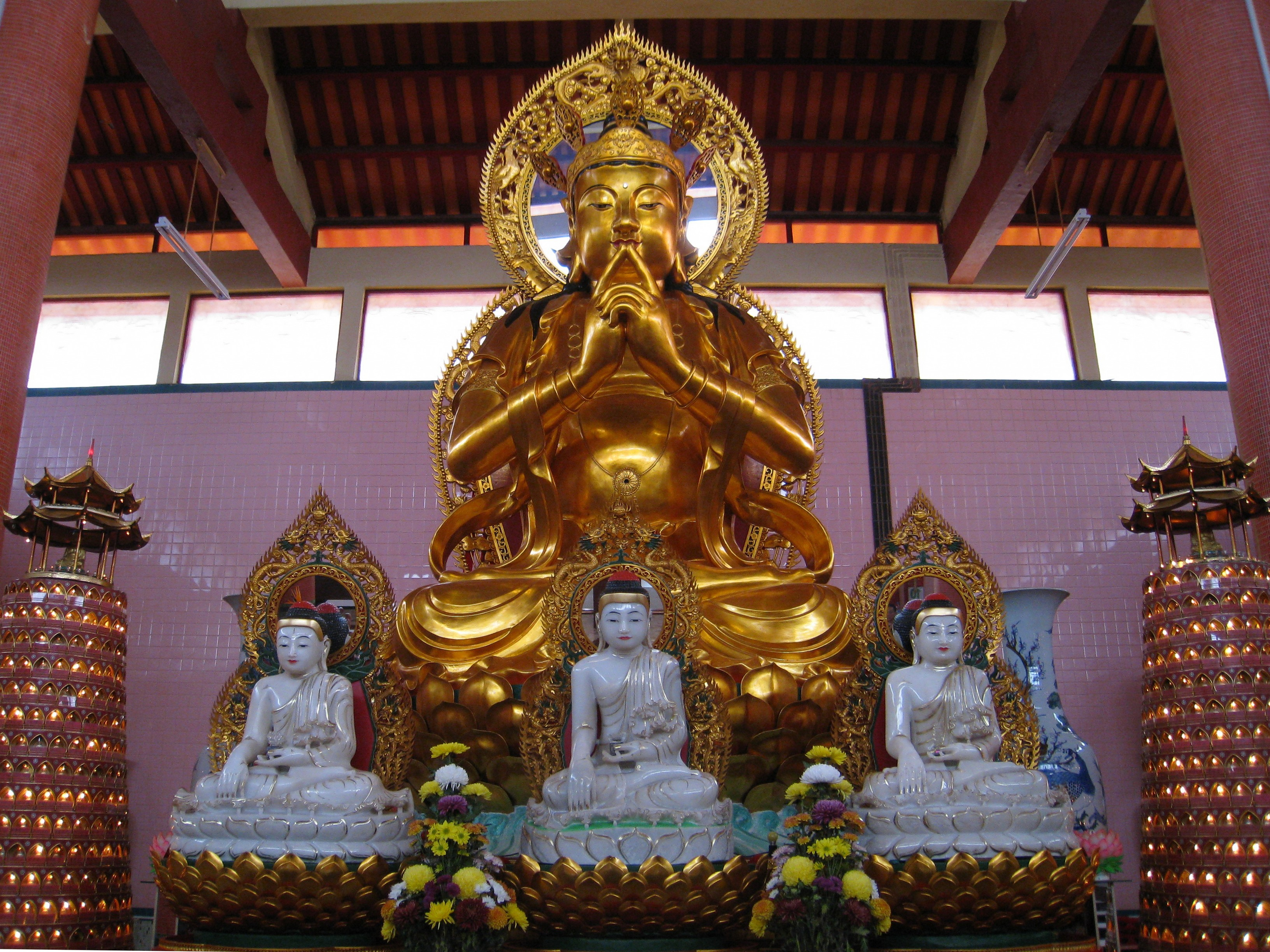
马来西亚三宝万佛寺毗卢遮那佛
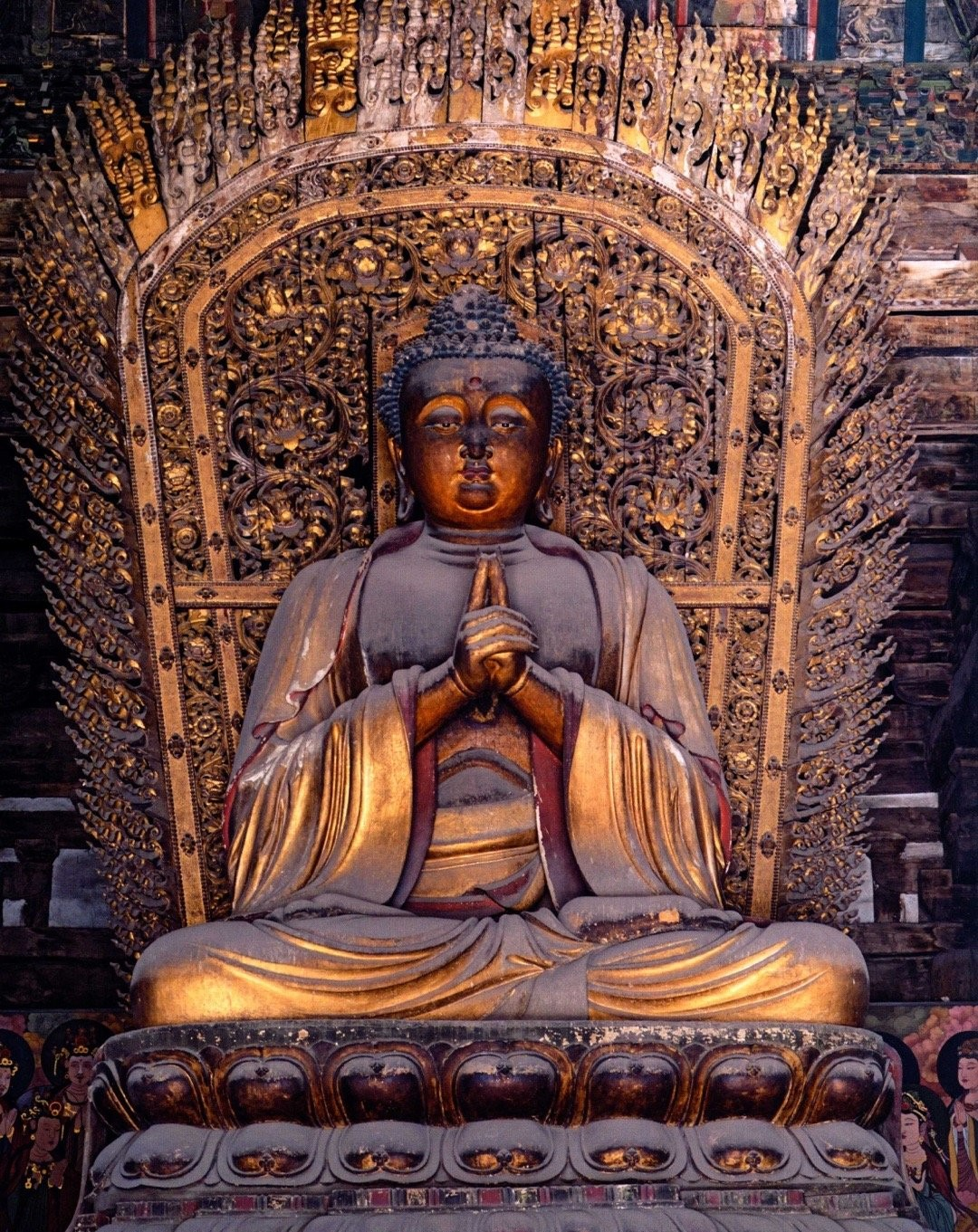
山西省大同市善化寺金代大日如来像
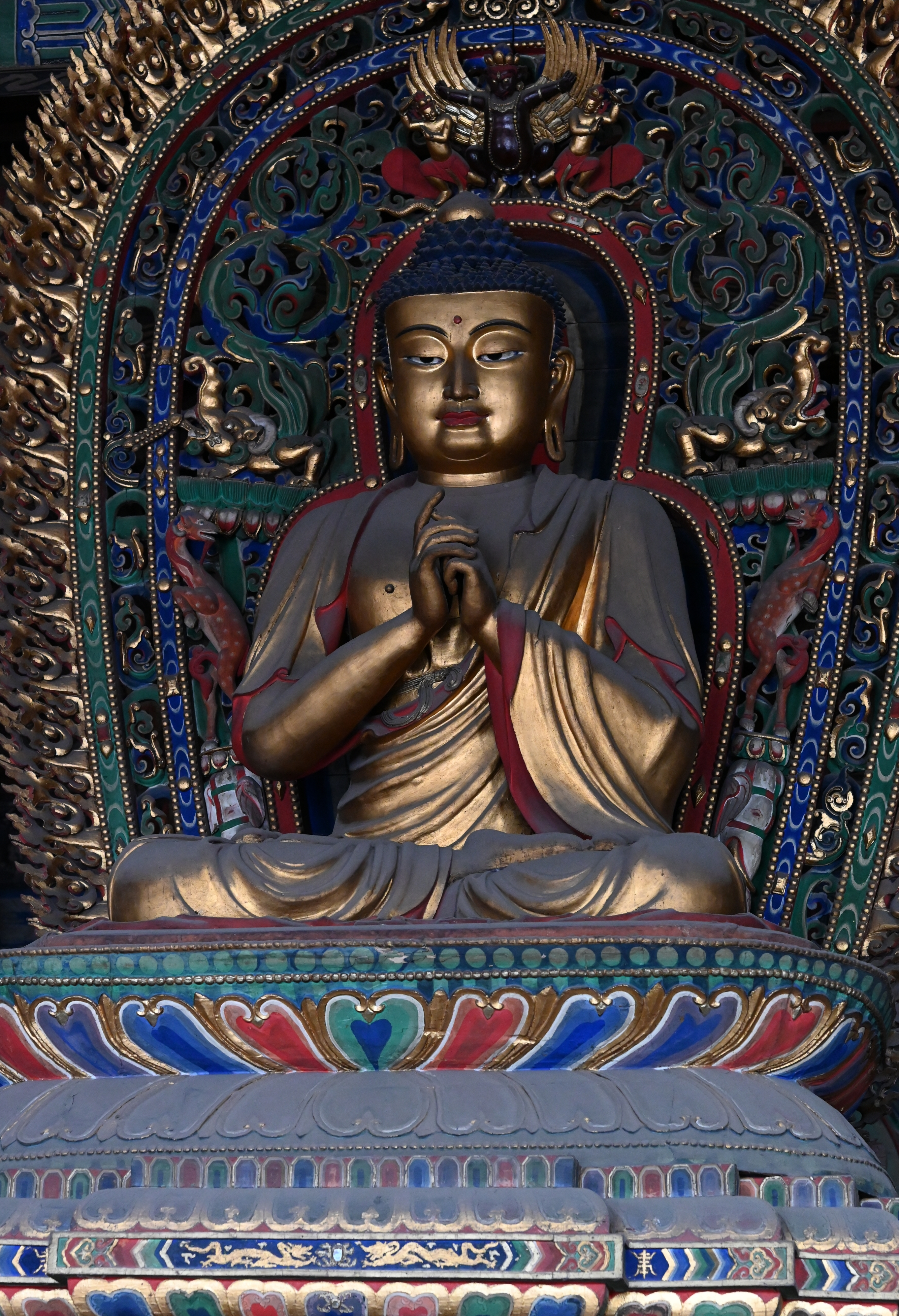
山西省大同市华严寺明代大日如来像
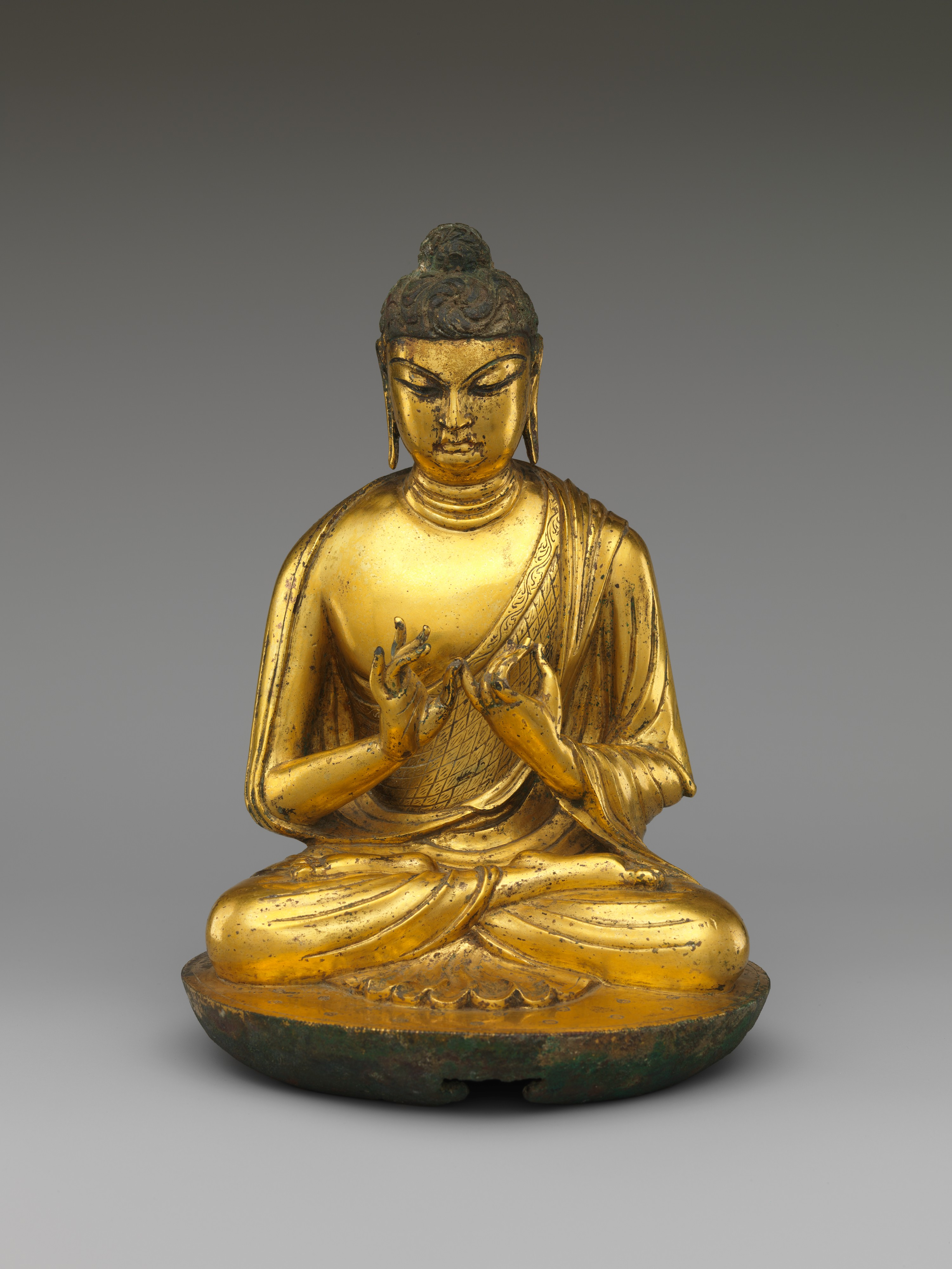
青銅鎏金大日如來像

### 唐密和真言宗
毗卢遮那佛在汉传佛教唐密和真言宗显现为菩萨形象，头戴五佛冠，身着华丽的服饰，跏趺坐于千叶宝莲高台上，背后有带火焰的圆光（象征光明遍照）。由于两部曼荼罗中手印和种子字不同，因此而分为胎藏界和金刚界两种形象。胎藏界是“法界定印”，而金刚界是“智拳印”。

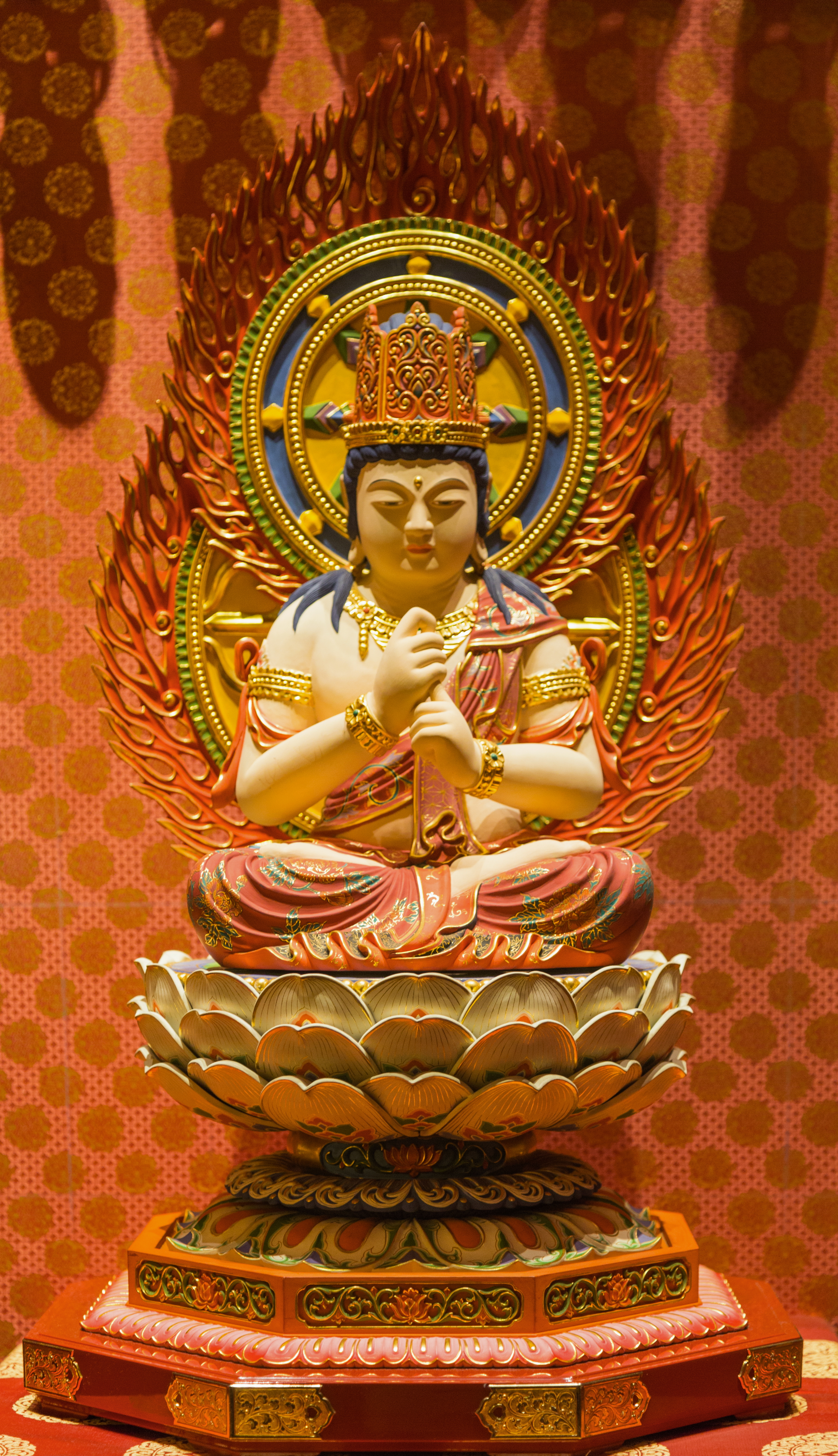
大日如来（八大守护神像之一），新加坡佛牙寺龙华院
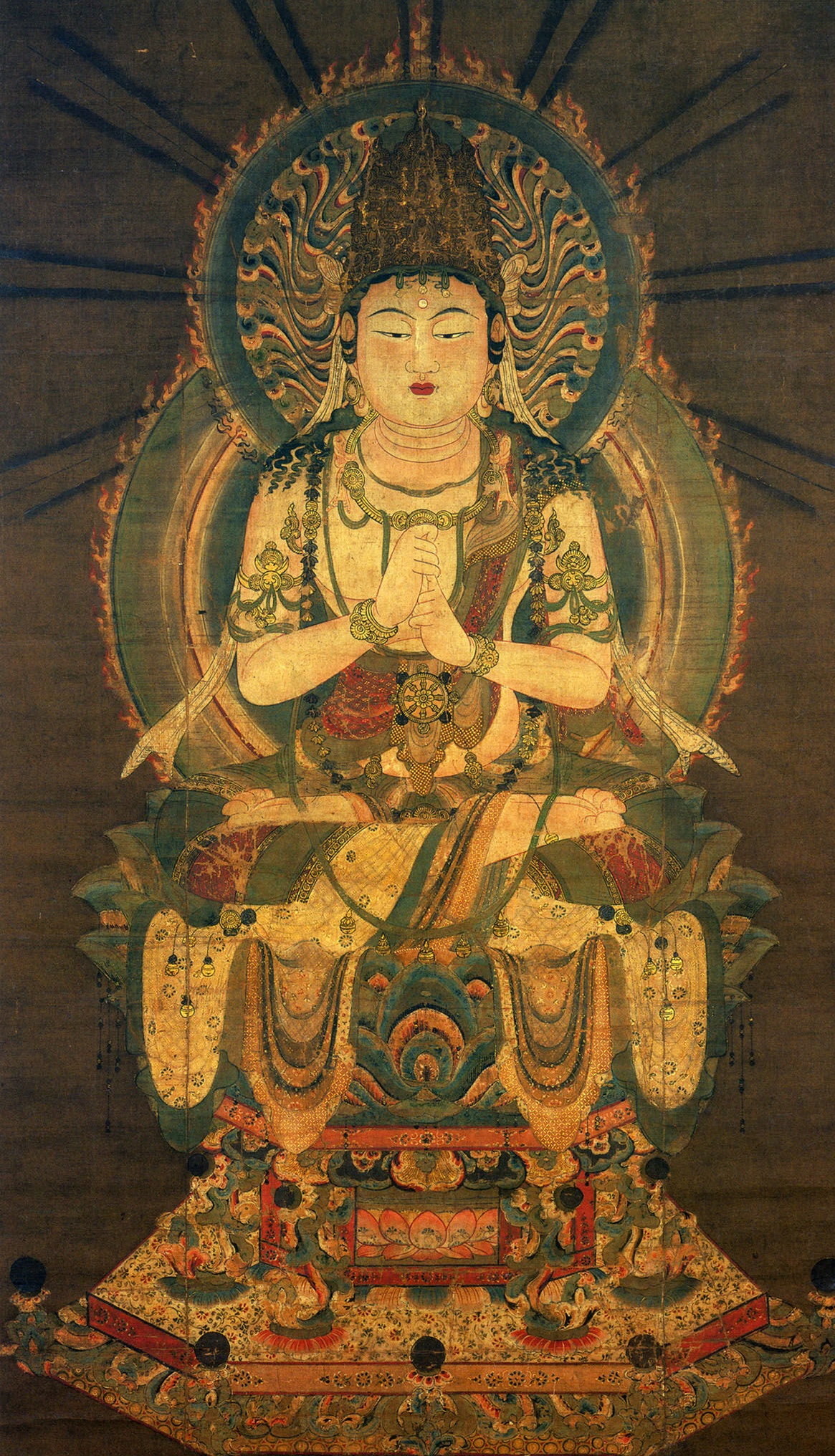
12世纪的大日如来画像，现藏于根津美术馆。
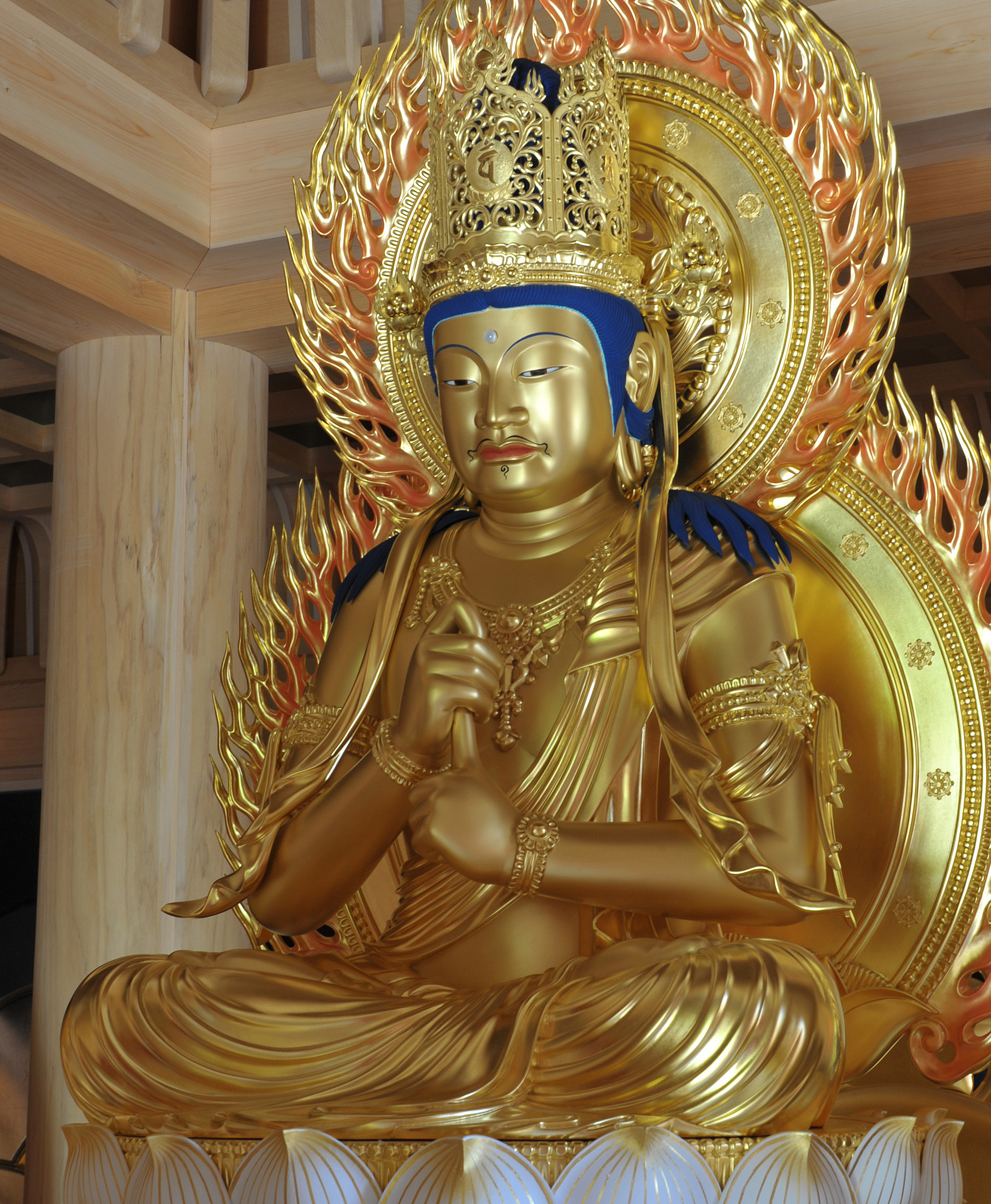
日本玉名市蓮華院誕生寺的大日如来像
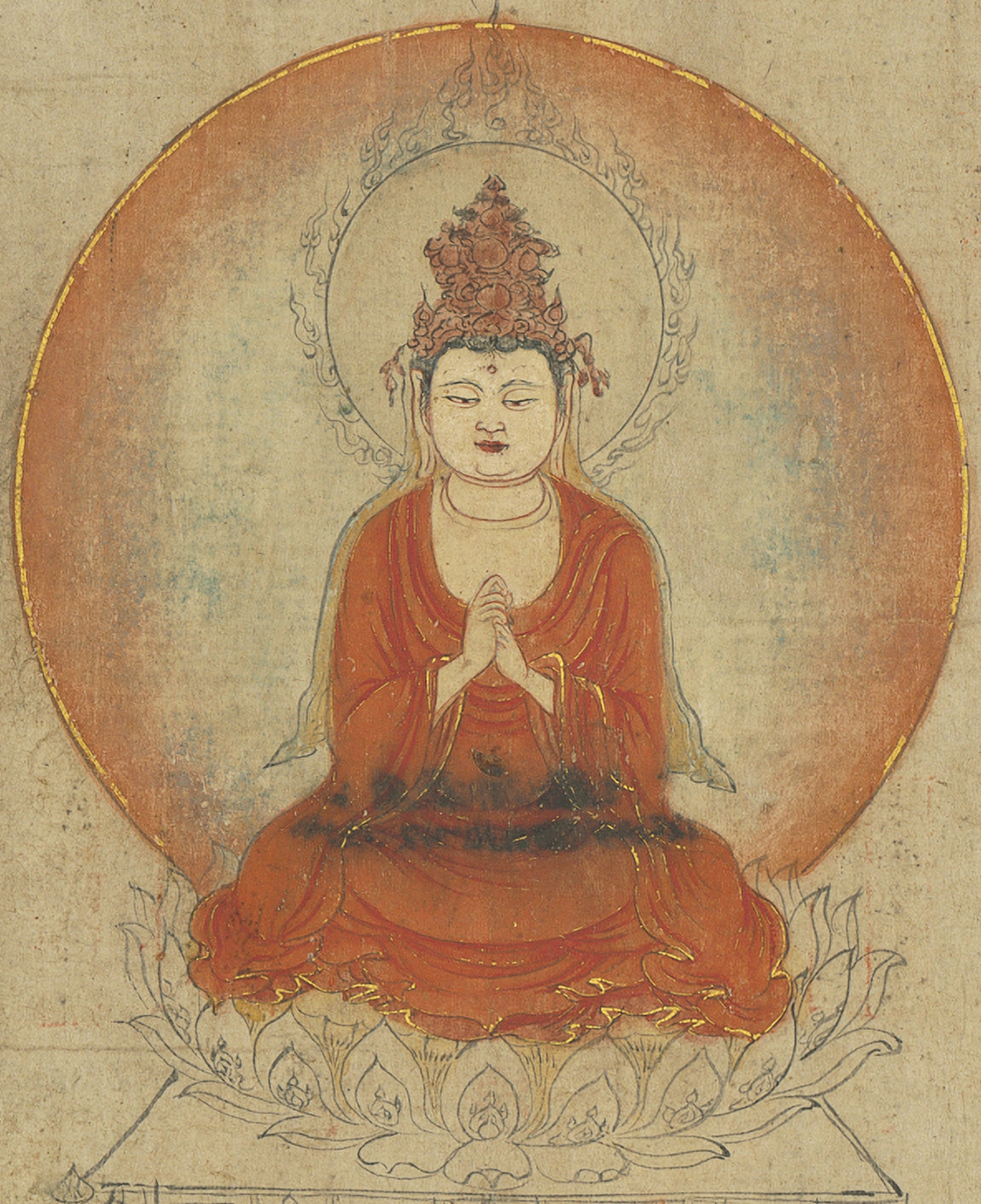
《张胜温梵像卷》中的形象，身穿红色袈裟。
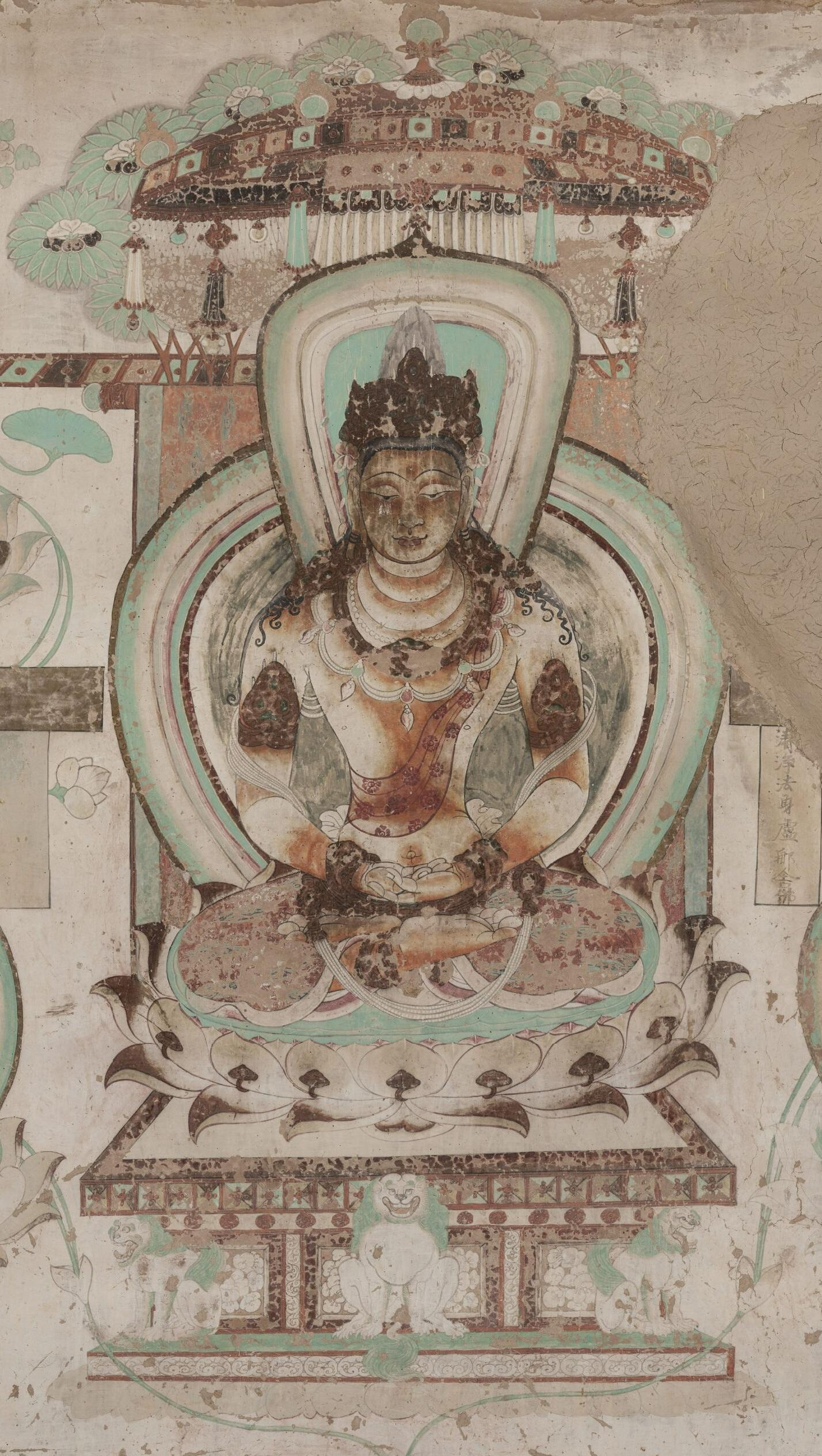
胎藏界大日如来，榆林窟第25窟壁画《八大菩萨曼荼罗》局部。

### 藏密
毗卢遮那佛在藏传密宗显现为菩萨形象，白色皮肤，双手托宝轮。在一些唐卡中毗卢遮那佛被描绘成四张脸，稱為普明大日如來，因此又称为“四面佛”（不同于泰国的“四面佛”梵天）。

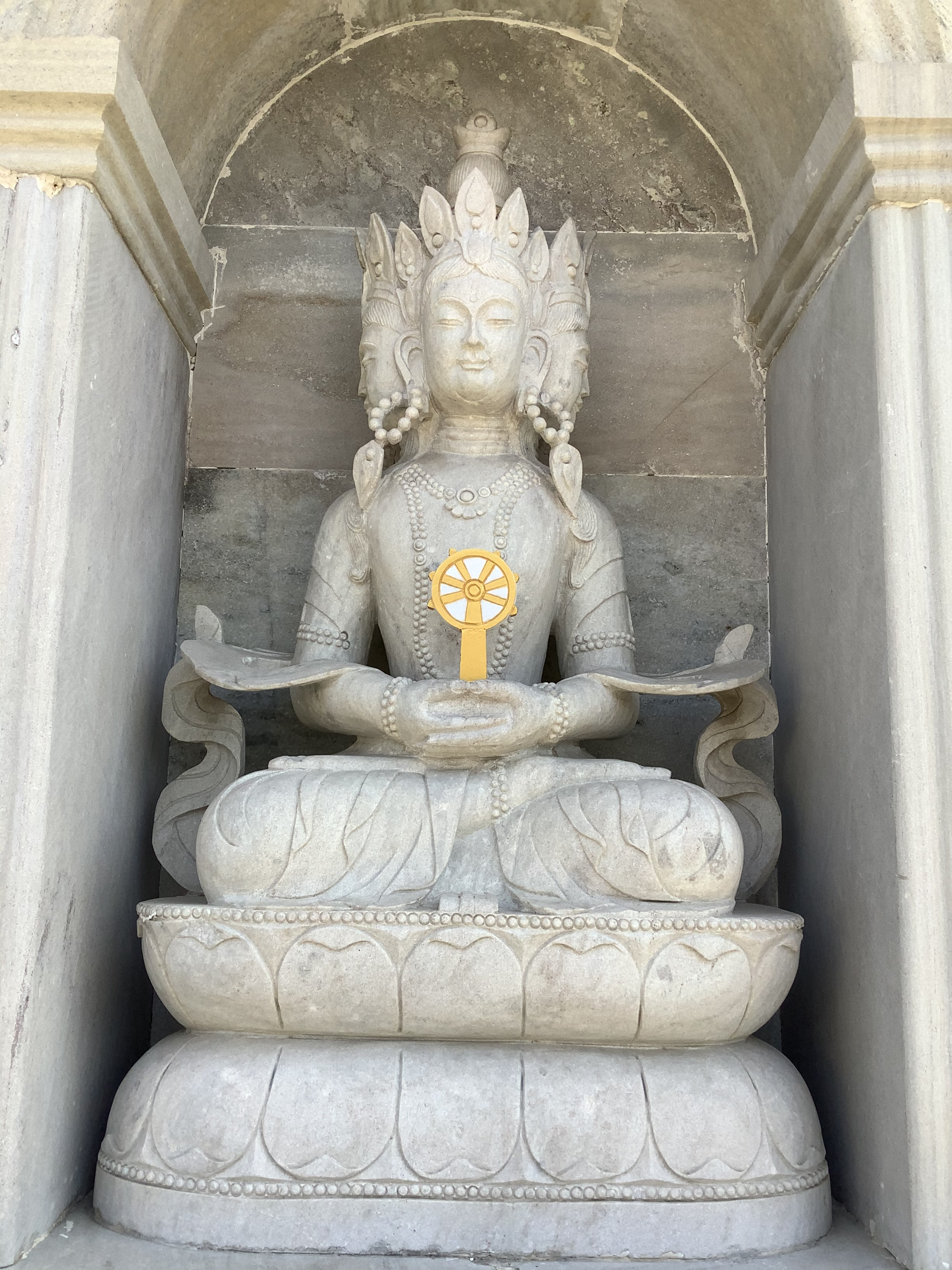
普宁南岩古寺万佛宝塔的四面佛
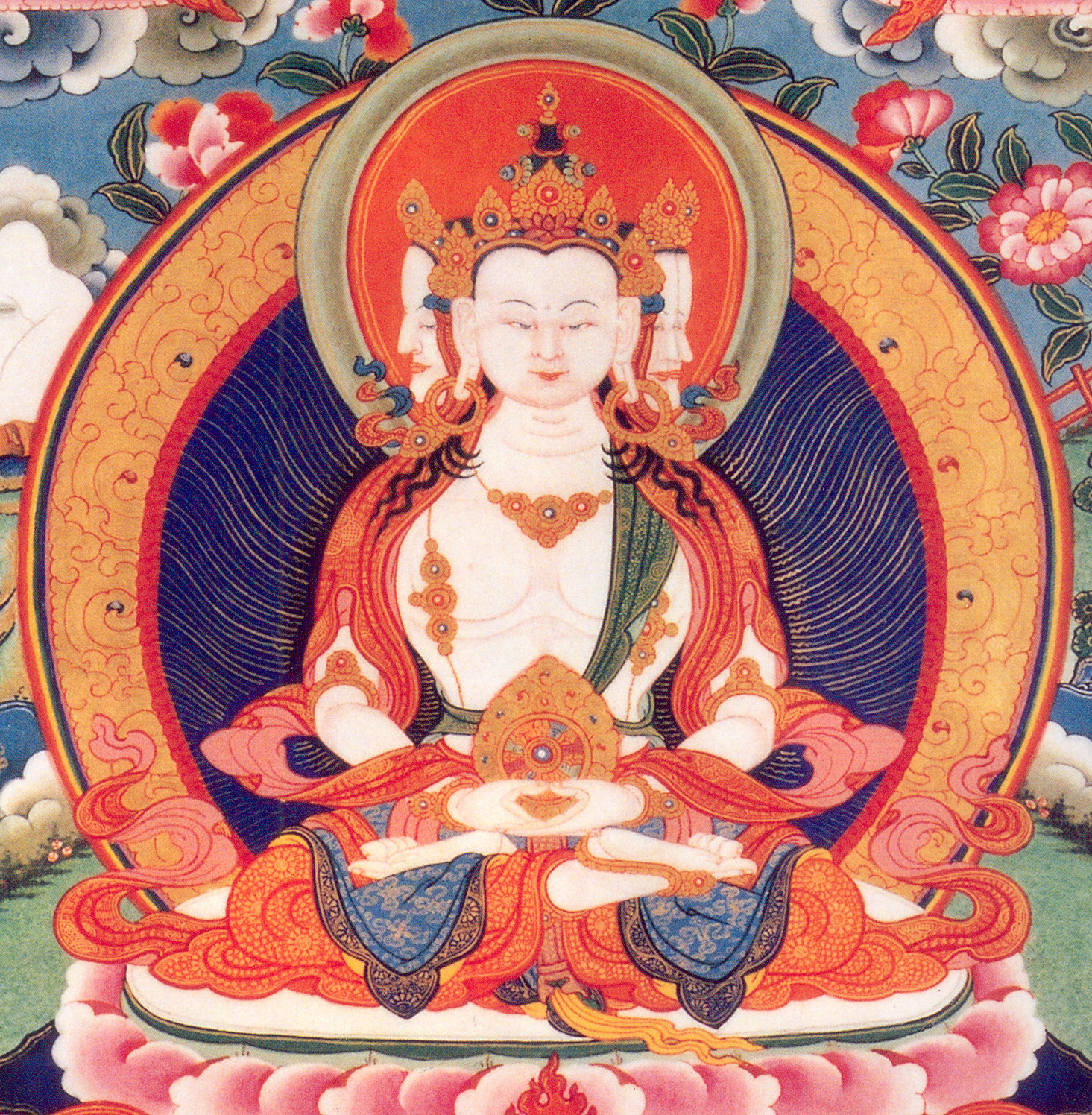
毗卢遮那佛在藏传佛教唐卡中以四面佛的形象出现。

## 化身
毗盧遮那佛的忿怒化身是不動明王，相傳曾經降伏過大自在天，是佛門中伏魔的大力者。
日本東密觉鑁法師在《阿彌陀秘釋》大認為阿彌陀佛即是大日如來的化身。
明朝净土宗的蓮池大師也有相同的看法。認為五方佛、三十七佛皆為毗盧遮那佛所化身。
《地藏菩薩本願經》中的無邊身如來，「施餓鬼七佛」中的世間廣大威德自在光明如來
、廣博身如來亦被認為是本如來化身。

## 畫廊

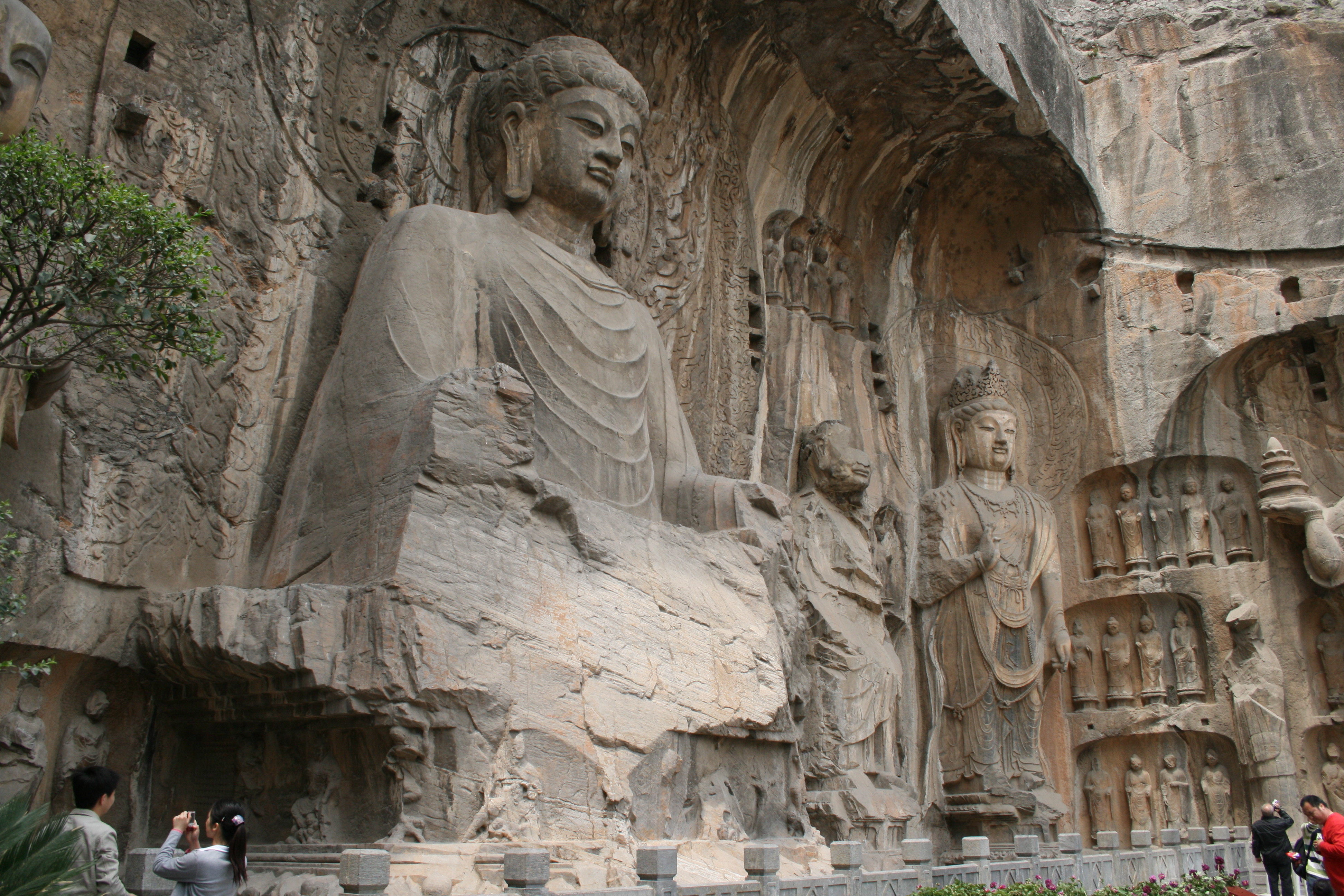
中国龙门石窟的毗卢遮那大佛, 完成於7世纪。
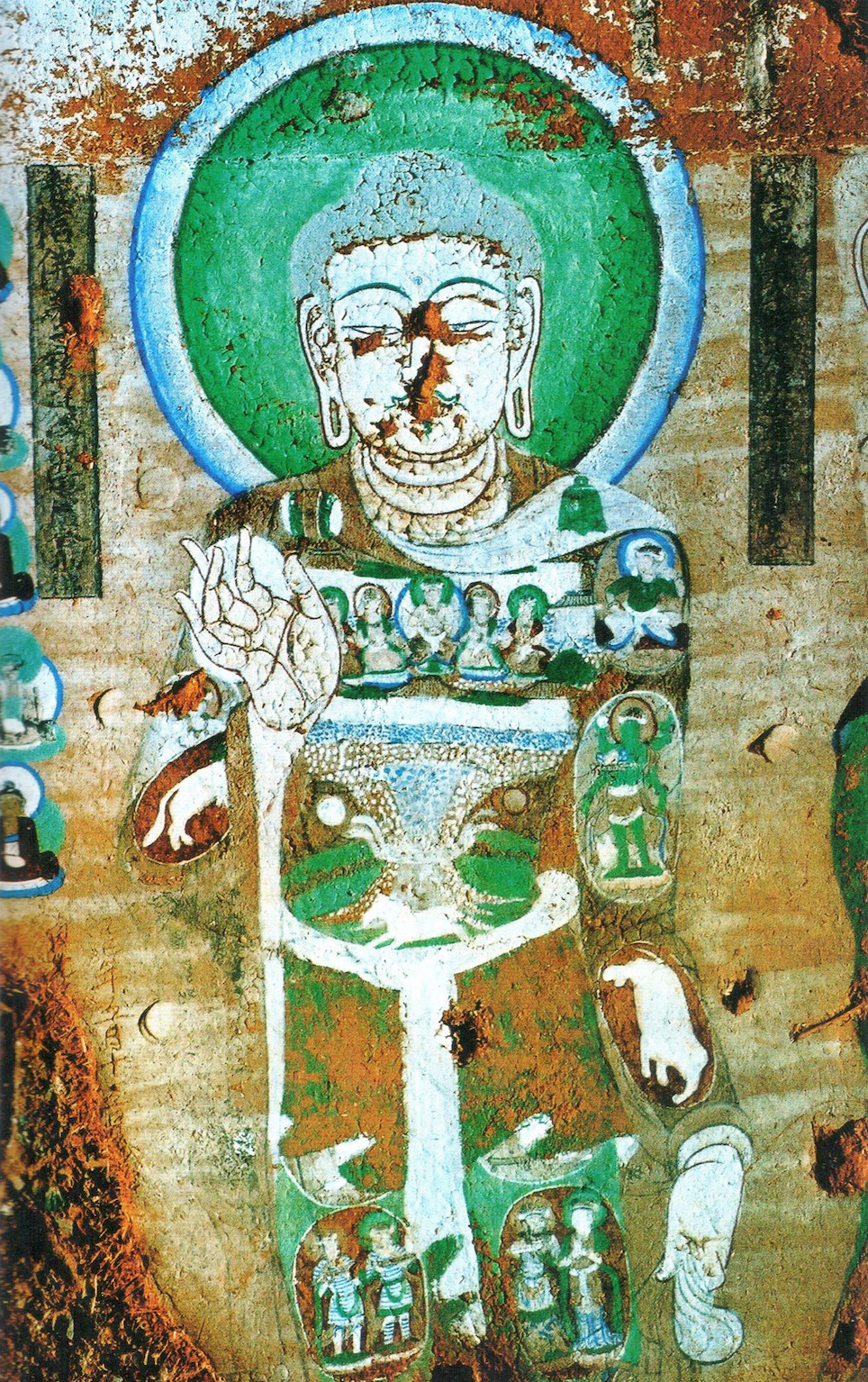
新疆阿艾石窟的卢舍那佛法界人中像，唐代壁画
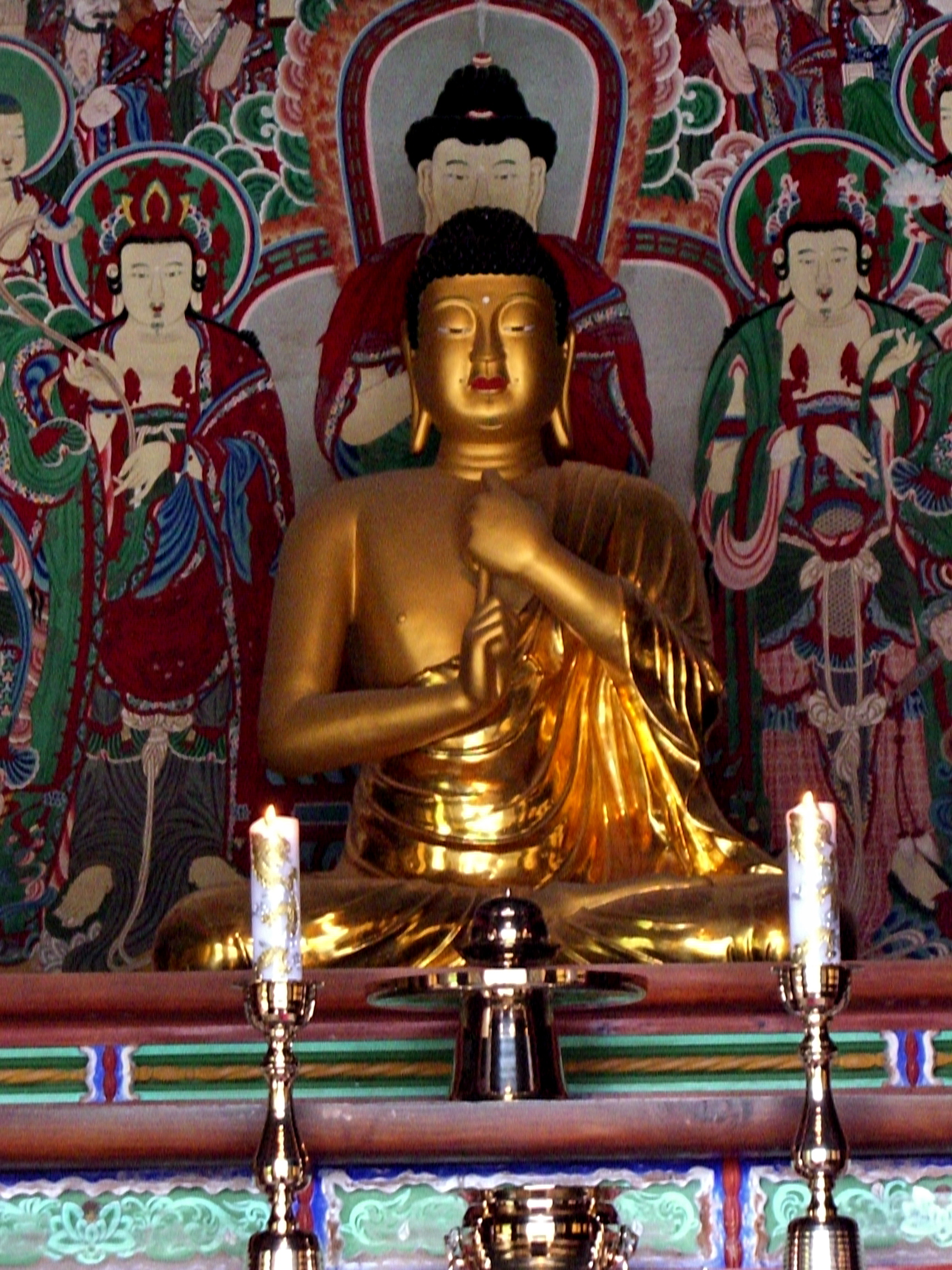
毗卢遮那佛，韩国庆州市佛国寺
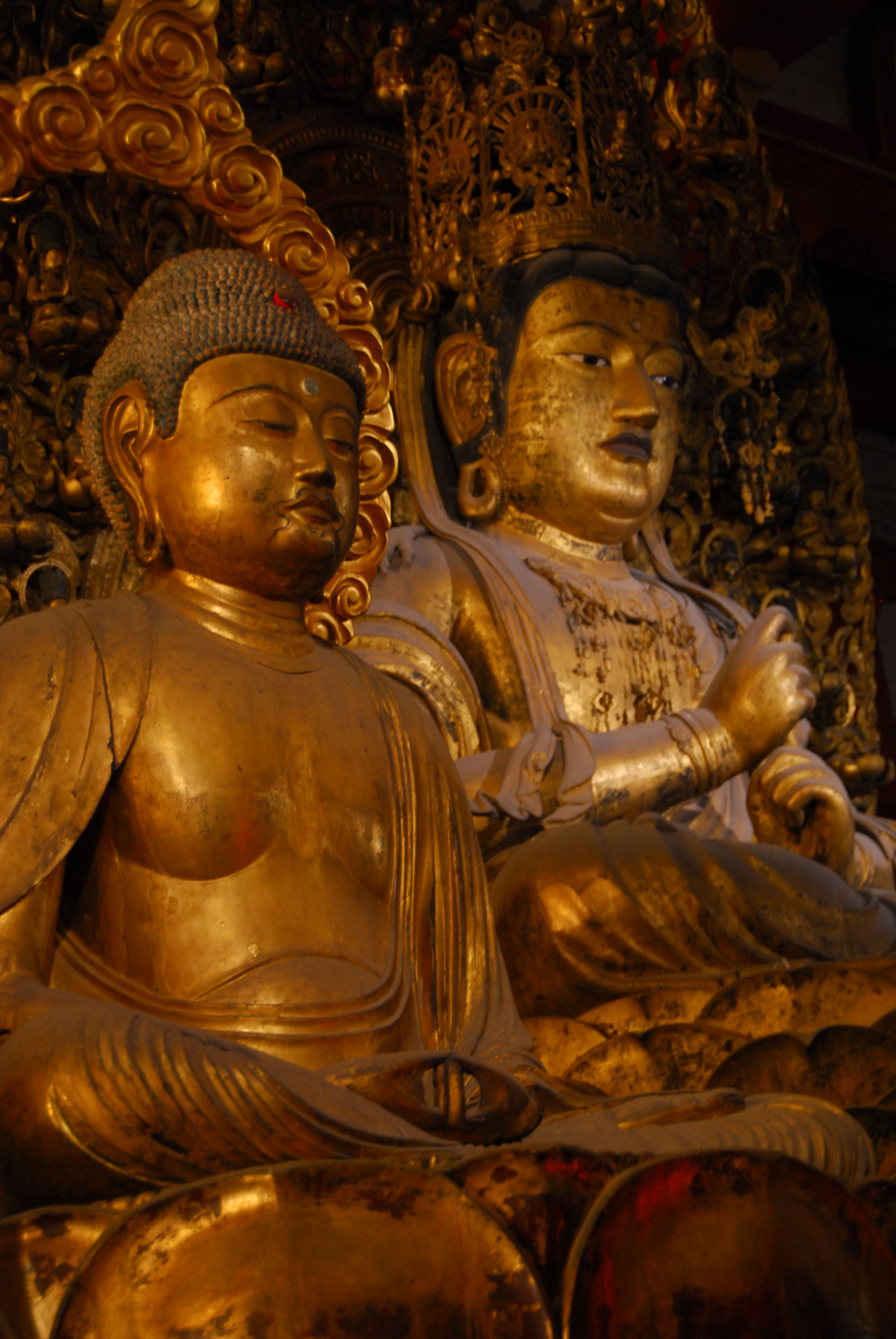
金剛界大日如來（右尊）及阿弥陀佛，日本京都市東寺講堂。
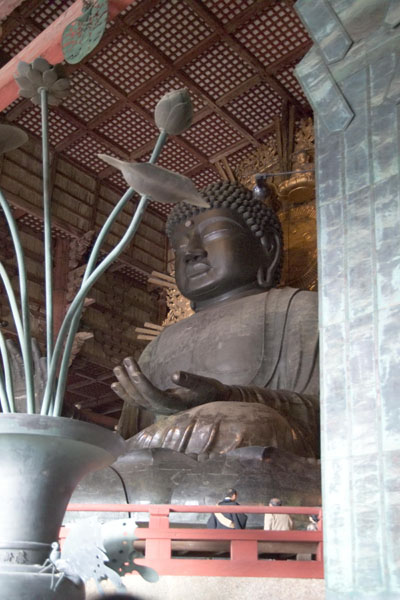
奈良大佛，日本奈良市東大寺。
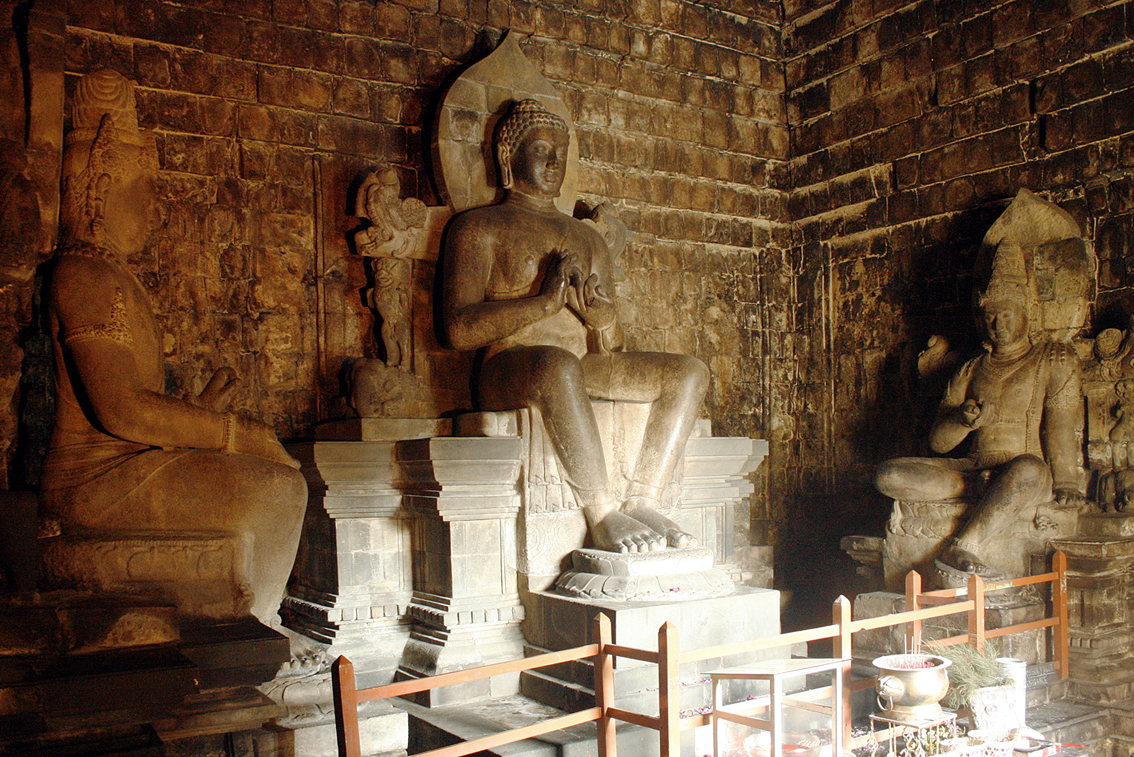
毗卢遮那佛與觀世音菩薩、金剛手菩薩，印尼，九世紀。
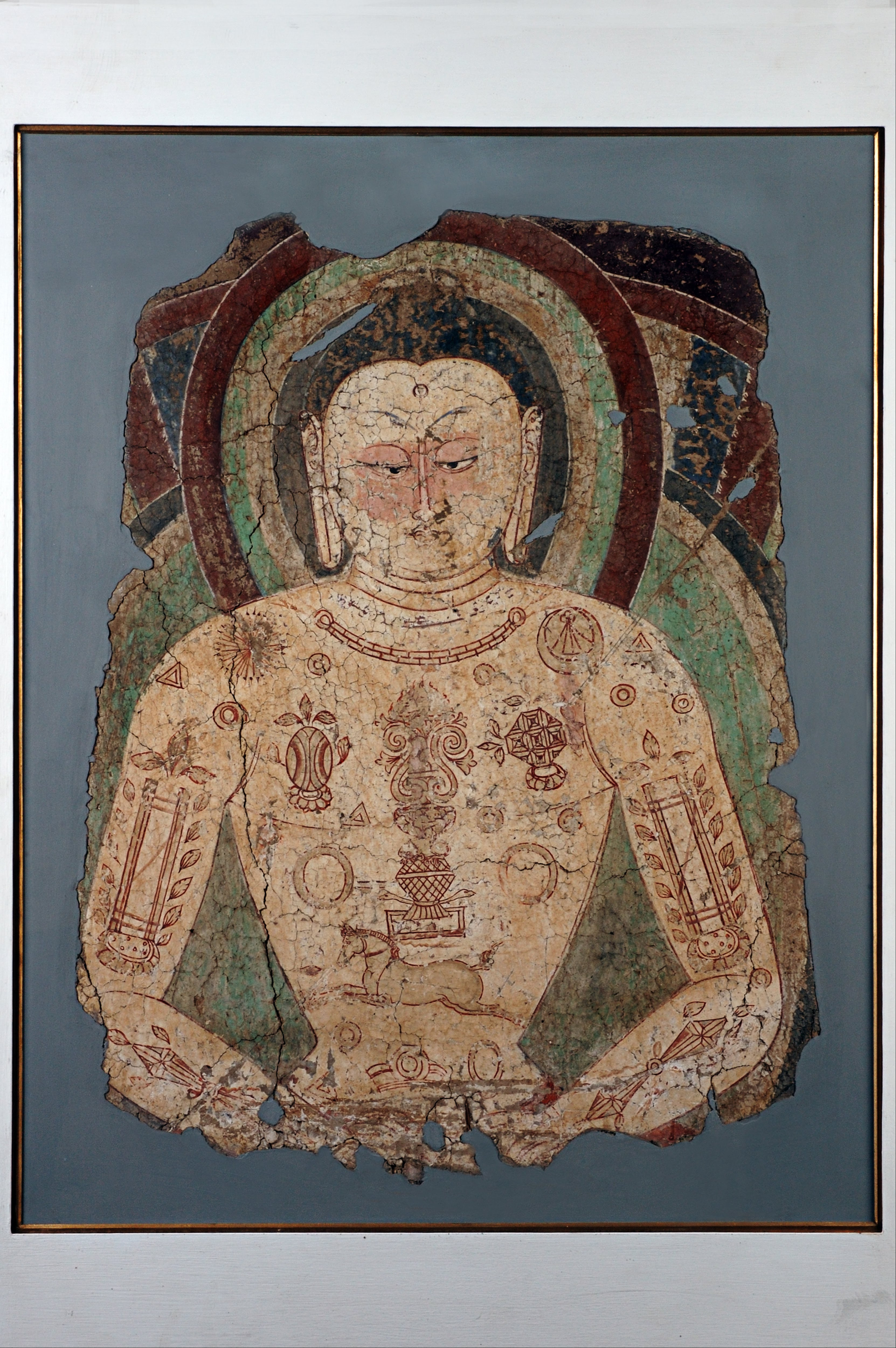
身上纹有吉祥图案的毗卢遮那佛。中亚壁画残片，现藏新德里国立博物馆。
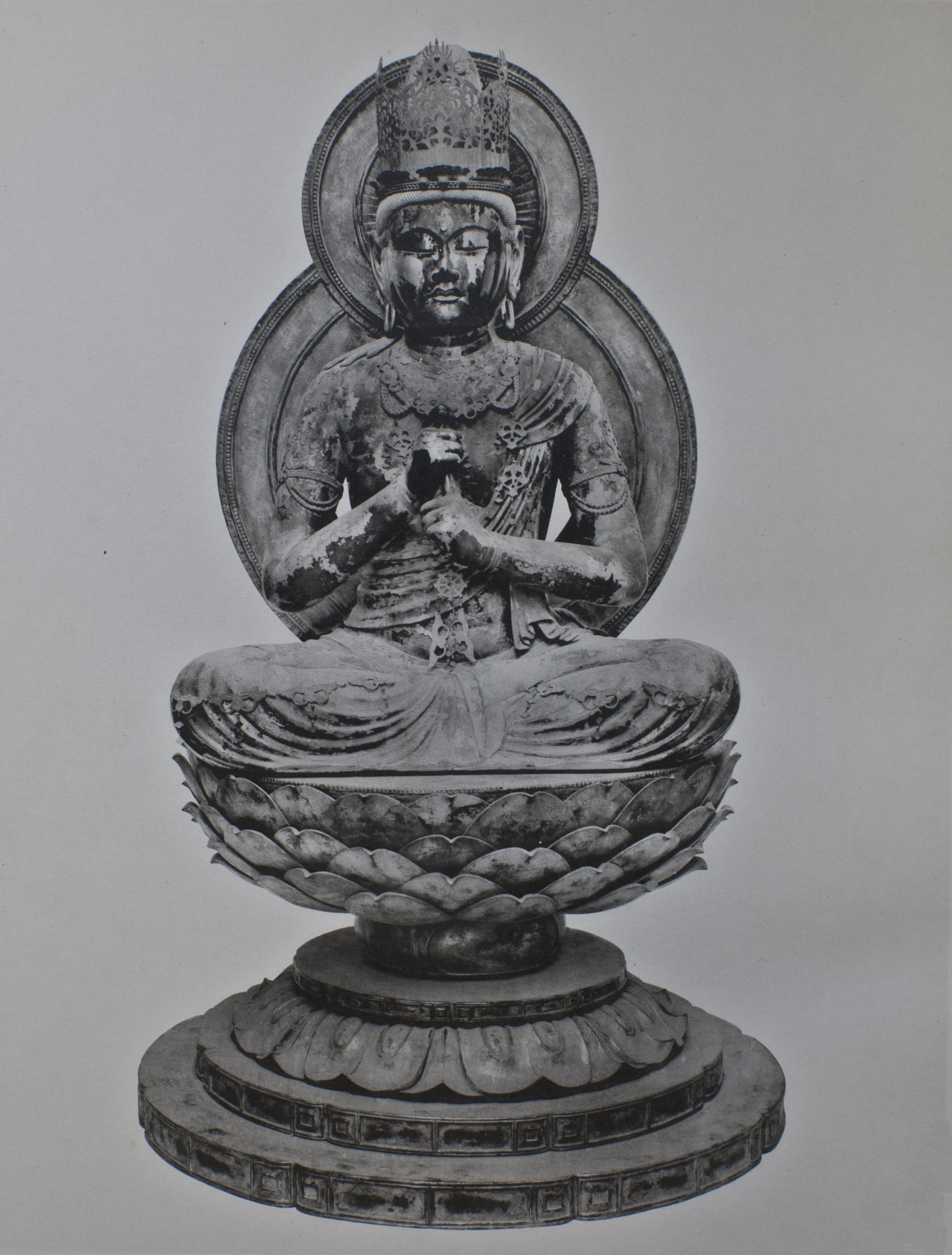
圆成寺的运庆大日如来

## 外部連結
- 毗盧遮那佛